# Moramanga Suburbaine
Moramanga Suburbaine is een plaats en commune in het oosten van Madagaskar, behorend tot het district Moramanga, dat gelegen is in de regio Alaotra-Mangoro. Tijdens een volkstelling in 2001 telde de plaats 17.231 inwoners.
De plaats heeft een lokaal vliegveld. De plaats biedt naast lager onderwijs ook middelbaar onderwijs aan. 80 % van de bevolking werkt als landbouwer. Het belangrijkste landbouwproduct is rijst; andere belangrijke producten zijn bonen en maniok. Verder is 10% actief in de dienstensector en industrie.